# Сали Верчелезе
Са̀ли Верчелѐзе (на италиански: Sali Vercellese; на пиемонтски: Sali, Сали) е село и община в Северна Италия, провинция Верчели, регион Пиемонт. Разположено е на 139 m надморска височина. Населението на общината е 120 души (към 2010 г.).